# Tuba eléctrica
Se define Tuba Eléctrica, como el sonido empleado para tuba y una charcheta (similar a una banda de viento). Se trata de hacer dos funciones: tuba y charcheta en un sintetizador o teclado cualquiera, es más recomendable que se pueda dividir para tener los dos sonidos muy bien ecualizados. El efecto más adecuado para la tuba en todos los sintetizadores generalmente son los Brass, puesto que no se llama Tuba como muchos piensan. El efecto se selecciona según el gusto y el oído de cada individuo.
La tuba puede tocarse con cualquier mano, dependiendo de que condición sea la persona, diestro o zurdo. La forma más común es con la mano izquierda, desde luego la charcheta se toca con la mano contraria.
Algunos teclados más empleados y más comunes para la tuba eléctrica son algunos como:
- Roland D-50 (El más común por su efecto especial muy similar a una Tuba de verdad, el Horn Section (PN-D50-00 15). No existe algún otro teclado que contenga este efecto (El Roland XP-80 que por ejemplo usa K-Paz de la Sierra no lo trae de fábrica, el usuario tiene que ingeniárselas para fabricar un efecto parecido). El Roland D-50 contiene además la tuba que emplean grupos como el Trono de México (PN-D50-00 85 Bones)
- Yamaha DX7 también es fácil hacer este tipo de samplers en programas tipo standalon como kontakt.reason ect(Internal Voice 6: Trumpet) Por el efecto que usa la tuba de Alacranes Musical, Brazeros Musical y Mazizo Musical. Un solo toque basta para oír solamente el bajo, dejando presionada la tecla se puede oír el Brass. Este efecto se logra en varios teclados tan solo combinando un superbajo con un brass, dándole a este último un efecto delay.
- Korg N264, N364, TR, Triton LE, entre otros.
Si se requiere algún brass de estos teclados, en otro que no lo contenga, se puede pasar por el método de Sample, dependiendo de marca y modelo que soporte este método. Por supuesto que se escuchara muy parecido, pero de ninguna forma sonara igual ya que será una grabación en mp3, wav o algún otro formato. 
Para la charcheta, se puede emplear por ejemplo una trompeta o un trombón cualquiera, ya que la charcheta no lleva mucho sonido como la tuba, solo un toque rápido y leve, de dos o tres teclas solamente al mismo tiempo.
Los sonidos conocidos como charcheta pueden ser por ejemplo: Grupos como K-Paz de la Sierra, AK-7, Tierra Cali, player's de tuzantla usan la trompeta del M1, Korg N364 (o N264 que es lo mismo), esta trompeta es la misma en varios teclados (N264, N364, M1, X2, X3, Roland Juno-G....). Grupos como Mazizo Musical posiblemente usan el trombón del Roland Xp-80, (que en su caso, sería el trombón que usa La Apuesta en sus armonías).
- Datos: Q6153623